# Tempelj Putuo Zongčeng
Tempelj Putuo Zongčeng (kitajsko: 普陀宗乘之庙; pinjin: Pǔtuó Zōngchéng zhī miào, tibetansko གྲུ་འཛིན་་་བསྟན་པའི་རྩ་བའི་ལྷ་ཁང༌།, Wylie: Chunzin Dainbaiza Pailhakang) v Čengdeju v provinci Hebej na Kitajskem je budistični tempeljski kompleks iz obdobja dinastije Čing, zgrajen med letoma 1767 in 1771 med vladavino cesarja Čjanlonga (1735–1796). Stoji v bližini gorskega letovišča Čengde, južno od Putuo Zongčenga. Skupaj z enako znanim templjem Puning je eden od osmih zunanjih templjev Čengdeja. Tempelj je bil zgrajen po vzoru palače Potala na Tibetu, rezidence dalajlame, zgrajene stoletje prej. Ker je bil zgrajen po vzoru palače Potala, tempelj predstavlja združitev kitajskih in tibetanskih arhitekturnih slogov. Tempeljski kompleks pokriva površino približno 220.000 kvadratnih metrov, zaradi česar je eden največjih na Kitajskem. Številne njegove dvorane in paviljoni so okrašeni z bakrenimi in zlatimi strešniki, kar še dodatno prispeva k sijaju lokacije.

## Zgodovina
Tempelj Putuo Zongčeng je del Osmih zunanjih templjev v Čengdeju, ki so skupaj z gorskim letoviščem Čengde del seznama svetovne dediščine. Te templje je upravljal Lifan Juan, upravni oddelek za zadeve etničnih manjšin, kot so Mongoli in Tibetanci, zato so vidne različne kombinacije arhitekturnega sloga.
Tempelj Putuo Zongčeng je bil prvotno posvečen cesarju Čjanlongu v počastitev njegovega rojstnega dne, hkrati pa je Hebeju zagotovil tempelj enake velikosti in sijaja kot palača Potala v Lasi. Tempelj Putuo Zongčeng je imel več funkcij kot le budistične obrede in festivale; bil je tudi kraj, kjer je cesar zbiral srečanja različnih etničnih odposlancev iz cesarstva. Lokacija je služila kot miren pobeg v nasprotju z vrvežem življenja prestolnice Peking, poleg tega pa je dopolnjevala bližnja lovišča, v katerih je cesar užival s svojimi gosti.
Leta 1994 sta bila gorsko letovišče Čengde in osem zunanjih templjev v Čengdeju (vključno s templjem Putuo Zongčeng) uvrščena na seznam svetovne dediščine UNESCO. Danes tempelj ostaja turistično središče in kraj lokalnih praznovanj.

## Replika zlatega templja
Švedski raziskovalec Sven Hedin, Gösta Montell, Georg Söderbom in kitajski arhitekt Liang Weihua (W. H. Liang) so prišli v Putuo Zongčeng junija 1930. To je bil del kitajsko-švedske odprave, njen cilj pa je bil pridobiti lamaistični tempelj za svetovno razstavo Stoletje napredka v Chicagu leta 1933. Natančen model v merilu 1:1 je bil izdelan v Liangovih delavnicah v Pekingu. Izdelana sta bila tudi dva manjša modela v merilu 1:10. Model v merilu 1:10 je bil postavljen v Chicagu. Eden od manjših modelov je bil prav tako poslan v Chicago, da bi pomagal pri postavitvi templja v polni velikosti. Drugi manjši model je bil odpeljan v Etnografski muzej v Stockholmu.

## Opis
Tempelj Putuo Zongčeng pokriva površino približno 220.000 kvadratnih metrov in ga obdaja vijugasto obzidje palače. Skupaj je več kot 60 stavb, zgrajenih glede na teren gore, s svetlimi barvami in veličastno postavitvijo. Je reprezentativno delo starodavnih kitajskih kraljevih templjev. Glavne stavbe so: gorska vrata, paviljon s stelami, vrata s petimi stolpi, zastekljen lok, bela ploščad, velika bela palača, velika rdeča palača, vzhodna rdeča palača itd.
Kamniti most: Pred templjem je kamniti most s petimi odprtinami, ki se razteza čez Levjo sotesko. Preko mostu se pride do trga pred gorskimi vrati.
Gorska vrata: To je stavba, ki združuje slog dinastije Čing in tibetanski slog. Na beli fasadi je mestni stolp dinastije Čing s tremi tibetanskimi loki. Bela fasada je opečna in kamnita struktura s tremi loki spredaj in slepim oknom na lokih. Obdana je s posodami za fazane. V središču je mestni stolp. Ima enokapno streho, rumene glazirane ploščice z zelenimi obrobami, hodnike spredaj in zadaj, okna v hodnikih in trdne stene na obeh straneh. V notranjosti stolpa so upodobljena štiri božanstva varuha, Džangkulupeng in Mahakala. Pred stavbo je par kamnitih levov. Na vzhodni in zahodni strani gorskih vrat so vrata, povezana s palačnim zidom templja.
Paviljon s stelo: Prva stavba na osrednji osi po vstopu skozi Gorska vrata. Gre za opečnato obokano strukturo s kvadratnim tlorisom in tremi okni. Gre za trdno obzidje z rdečo zunanjo steno in obokanimi vrati na vseh štirih straneh. Ima podstavek iz belega marmorja Sumeru in stopnice na vseh štirih straneh. Ima dvokapno strešno kritino z rumenimi glaziranimi ploščicami. Na levi in desni strani obokanih vrat na sprednji strani paviljona s stelo so zlata kolesa. V paviljonu so tri kamnite plošče: osrednja je Stela templja Putuo Zongčeng, ki jo je napisal cesar v 36. letu vladavine cesarja Čjanlonga, z obrobami, okrašenimi z zmajevim vzorcem. Na njej je zapisano, da je bil tempelj Putuo Zongčeng zgrajen v počastitev 80. rojstnega dne svete matere cesarice vdove. Tempelj je bil zgrajen po vzoru tibetanskega templja in ne po templju Putuo v Južnokitajskem morju. Besedilu sledi pesem, ki jo je napisal cesar Čjanlong: »Slišal sem, da je v DŽambudvīpi taoistični tempelj starodavnih vrlin«. Vzhodna je Popolna predaja plemena Torghut, zahodna pa Zapis o preferenčni obravnavi plemena Torghut, ki beleži vrnitev plemena Torghut na Kitajsko in pomoč vlade Čing plemenu. Napisi so vgravirani v mandžurskem, kitajskem, mongolskem in tibetanskem jeziku. Kitajski napis je napisal sam cesar Čjanlong.
Vrata petih pagod: visoka več kot 10 metrov. Gre za belo stavbo v tibetanskem slogu s tremi loki na sredini. Nad osrednjim lokom je napis Guangyuan Miaojue cesarja Čjanlonga. Na beli steni je na treh nivojih 17 trapezoidnih rdečih slepih oken. Na stavbi je razporejenih pet pagod, ki so od zahoda proti vzhodu rdeče, zelene, rumene, bele in črne barve in so zgrajene iz barvnih glaziranih opek. Pred vrati je par kamnitih slonov. Vrata petih pagod so oblika tibetanske budistične pagode.
Zastekljen lok: Za vrati petih pagod, nedaleč vzdolž vijugaste, s kamnom tlakovane in oblikovane poti, je tridelni vhodni lok v slogu dinastije Čing z rdečimi, rumenimi in zelenimi glaziranimi ploščicami. Tri obokana vrata so okrašena z belim marmorjem. Zgradba je sestavljena iz glavne stavbe, dvema medetažama in stranskih stavb, pokritih z rumenimi glaziranimi ploščicami. Glavna stavba in stranska stavba imata kolčne strehe. Vsaka stavba je prekrita z zelenimi glaziranimi ploščicami in ima enojno ukrivljene in enojno dvignjene nosilce. Sprednja stran glavne stavbe ima štiri kitajske znake Pu Men Jing Šjan in ustrezne mandžurske znake, ki jih je napisal cesar Čjanlong. Na hrbtni strani je napis Lian Džje Džuang Jan. Preklade sekundarne stavbe so okrašene z rumenimi glaziranimi dvojnimi zmaji, ki se igrajo z biseri. Pred obokom je ploščad, obdana z parapeti, s stopnicami na sredini ter na levi in desni, na ploščadi pa sta dva kamnita slona.
Vzhodna in zahodna vrata: Bela palača je povezana z vzhodno in zahodno palačno steno templja, ki sta si simetrični drug drugemu. Na sredini bele so vrata, na vrhu pa veranda za vstop in izstop menihov. Vrata so na vzhodni in zahodni strani, severno od vrat pet pagod in južno od zastekljenega oboka.
Bela palača: Na obeh straneh ceste, od paviljona s stelo do velike rdeče palače, je več kot 30 belih stavb v obliki tibetanskih hiš z ravno streho. Višina se giblje od enega do štirih nadstropij, najpogostejša pa so dvo- ali trinadstropne. Večina belih stavb uporablja opečno-betonsko konstrukcijo v slogu Han, z belim ometom in modrimi opečnimi robovi. Zunanja stena je opremljena z rdečimi slepimi okni in dolgimi ploščicami, iz katerih teče voda. Bele stavbe so razdeljene na dvorano in več drugih prostorov različnih oblik in funkcij. Nekatere tvorijo dvorišče kot meniške sobe; nekatere so imele sobe v slogu Han, ki so se uporabljale kot budistične dvorane in zvoniki; nekatere so imele na vrhu stupe.
Dvorana Gangzi (Osrednja dvorana Gangzi): je severno od zastekljenega loka in je obdana z visokimi zidovi hiš v tibetanskem slogu s tremi sloji slepih oken. Na vzhodni in južni strani so enonadstropne meniške sobe. Na zahodni strani je stopnišče. Meniške sobe na severni strani imajo dvokapno streho z enojnim napuščem iz zelenih glaziranih ploščic. V notranjosti so upodobljeni boginja sreče, štirje zaščitniki Dharme in Brahma.
Vzhodna dvorana Gangzi (Vzhodna dvorana): je vzhodno od dvorane Gangzi, ima obliko kitajskega znaka 乙 in dve nadstropji. Dvorana je bila prvotno meniška soba, zdaj pa v njej stoji pet tantričnih kipov najvišje joge, blaženosti in praznine, ki izvajajo dvojno gojenje telesa. Na vzhodni strani, od severa proti jugu, so Vadžra, Jamantaka, Vadžra, Heruka in Vadžra.
Zahodna dvorana Gangzi (Zahodna dvorana): je severozahodno od dvorane Gangzi in je sklop prostorov, ki služijo kot dvorana za svete spise, s tlorisom v obliki kitajskega znaka 厂. Na jugu so vrata. Severna soba je visoka dve nadstropji in ima dvokapno streho iz sive opeke. V notranjosti je pozlačen bronasti kip boginje sreče, ki jaha na muli. Kip je bil prvotno postavljen v paviljonu Čuanheng Sandžje in je bil po kulturni revoluciji preseljen v to dvorano za razstavo. Kip je izdelan iz pozlačenega brona in je visok 116 cm. Jaha na muli in ga obdajata dva majhna kipa z živalskimi glavami in človeškimi telesi. Celotna skupina kipov je bila izdelana iz 1196 jinov (približno 600 kg) rdečega bakra in 57 liangov prvovrstnega zlata. Trajalo je 6425 delovnih dni in stalo več kot 1100 liangov srebra. Kip ima divji izraz. Zahodno od kipa boginje sreče je vklesanih devet kipov Bude dolgoživosti in dvanajst kipov Bude medicine, vsi iz brona.
Bela palača stoji pod rdečo palačo in tvori oster barvni kontrast. Palača je široka približno 150 metrov in visoka 18 metrov, pokriva površino približno 10.000 kvadratnih metrov in ima prostornino več kot 180.000 kubičnih metrov. Je masivna, z granitnimi ploščami na dnu in opeko na vrhu, ter pobeljena. Fasada je opremljena s tremi do petimi plastmi trapezoidnih slepih oken v tibetanskem slogu iz rdečega jesena, od katerih ima glavna fasada tri plasti trapezoidnih slepih oken. Z vzhodne in zahodne strani se lahko po kamnitih stopnicah povzpne na prvo nadstropje - vrh stavbe. Na vrhu so štirje veliki litoželezni rezervoarji za vodo in štirje veliki kamniti podstavki za drogove za zastave. Vrh je ogromen in razgled je zelo širok. 
Paviljon tisočerih Bud je na zahodu bele palače, okrašen je z visečimi cvetličnimi oblogami v slogu Han. V paviljonu je tisoč kipov Bude, ki so jih mongolski knezi podarili cesarici vdovi, vključen pa je tudi Napis paviljona tisočerih Bud, ki ga je cesar napisal v 35. letu vladavine cesarja Čjanlonga. V paviljonu je transparent: »Čudovit videz, združen z blagoslovom suhega, koristi vsem, številni in številni skupaj želijo vsem vazalom veselje«.
Dvorana Mandžusri Šengdžing je v jugovzhodnem kotu bele palače in je stavba v tibetanskem slogu.
Dvorišče Yaba: Je vzhodno od bele palače in je kraj, ki se mu menihi izogibajo, ko cesar pride v tempelj zažigat kadilo.
Donghongtaj: Iz prvega nadstropja, bele palače, se lahko povzpne po stopnicah okoli Dahongtaija, da se pride do drugega nadstropja, Donghongtaija. Obdaja ga skupina dvonadstropnih stavb. Prazen vodnjak skupine stavb je cesarska prestolnica na jugu. Obrnjena je proti jugu in ima tri nadstropjae in streho iz glaziranih ploščic.
Velika rdeča palača: stoji na vrhu Dabaitaija in je glavna stavba templja Putuo Zongčeng. Z goratega območja poletnega letovišča je mogoče videti veliko rdečo pravokotno zgradbo, ki se veličastno dviga sredi gora. To je Dahongtai. Visoka je približno 25 metrov, široka na vrhu 58 metrov in na dnu 59 metrov, ima približno trapezoidno obliko, s prostornino približno 90.000 kubičnih metrov. Njegove stene so ometane in nato pobarvane rdeče. Dahongtai obsega sedem nadstropij, prva štiri nadstropja so trdna. Južna fasada ima sedem stopenj oken. Spodnja stopnja je horizontalno pravokotno okno v slogu Han, od drugega do četrtega nadstropja so trapezoidna slepa okna v tibetanskem slogu, od petega do sedmega nadstropja pa so ločena s pravimi in slepimi okni v tibetanskem slogu. V središču fasade je vdelanih šest rumeno-zelenih zastekljenih budističnih niš, razporejenih od spodaj navzgor. Te niše so okrašene v slogu Han z izmeničnim rumenim in vijoličnim zastekljenim zavesam. Vsaka niša hrani zastekljen kip Bude Neskončnega Življenja. Vrh je zaključen z parapetom. Spodnji del zunanje strani parapetov na vzhodni, zahodni in južni strani je vgrajen z 80 rumenimi zastekljenimi Budovimi nišami, v katerih je shranjenih 80 zastekljenih kipov Bude Amitabhe, ki simbolizirajo 80. rojstni dan cesarice vdove. V središču parapeta je osem zastekljenih zakladov in pagoda Lame. Na vogalih parapeta so steklenice z zakladom, na katerih so železne zastavice. Pod napuščem parapeta so dolgi drenažni žlebovi.
Dvorana Vanfa Guiji: Glavna dvorana celotnega templja. Če se povzpnete po stopnicah iz prestolne stavbe Vzhodne rdeče terase, boste dosegli tretje nadstropje - dvorano Wanfa Guiyi. Dvorana Wanfa Guiyi se nahaja na sredini stavbe Dahongtai. Gre za kvadratno dvorano s sedmimi sobami. Štiri vogalne sobe so napol umaknjene. Ima dvokapno streho s štirimi vogali in koničasto streho. Pokrita je z pozlačenimi bakrenimi ploščicami z ribjimi luskami. Štirje slemeni so okrašeni z valovitimi pozlačenimi ploščicami. Na vrhu so zvonovi v tibetanskem slogu. Streha dvorane je izdelana iz več kot 14.000 taelov prvovrstnih zlatih lističev, kar je veličastno. Dvorana ima hodnike, izrezljane tramove in poslikane stavbe. Ta dvorana je bila prostor čaščenja za cesarje dinastije Čing in voditelje različnih etničnih manjšin. Nasproti vrat je pagoda Bodhi, prevlečena z bakrenim emajlom. V središču pagode je niša z obrnjenim cvetom iz rdečega sandalovine, v kateri je upodobljen Buda Maitreja. Na vzhodni in zahodni strani sta pagodi dolgoživosti iz rdečega sandalovine. Na oltarju pred pagodo je pet daritev, osem zakladov, koralna drevesa in drugi predmeti, ki so vsi originalni predmeti v dvorani. Na zaslonu, postavljenem na severu, je bila prvotno ogromna 10 metrov visoka in 3 metre široka izvezena viseča podoba Bude na svili in satenu, vendar so jo v času Republike Kitajske ukradli vojskovodje. Na zaslonu je bil prvotno kip Šakjamunija, pred njim pa Tsongkapa. Na obeh straneh dvorane so bili kipi dalajlame in Tsongkape, vsi iz bakra. Sedanji kipi Bude Amitabhe pred zaslonom in osem velikih bodhisatev, Tsongkape in drugih na obeh straneh so bili premaknjeni iz stavb in niso originalni predmeti v dvorani. Vsak od teh kipov tehta približno pol tone. Na vodoravnih ploščah v dvorani, obrnjenih proti severu, je napisano »Čista narava in transcendentno vozilo« ter »Čudovita vrlina in popolnost«; na vodoravni plošči, obrnjeni proti jugu, pa je napisano »Univerzalni odziv na vse vzroke«. Zvitki v dvorani vključujejo »Levji prestol je poln božanske moči in vsi ga občudujejo, jastrebov veter opazuje pojave in veličastje vsega«; »Kraljestvo Dharme je v velikem veselju v središču in inkarnacija se zdi, da varuje čudovito ugodnost«; »Kolo Dharme prve stopnje splošne Dharme podarja zasluge in zmago, ki se širijo do zgornje meje; Neskončno Brahmovo vozilo je široko razloženo, velika težnja sposobnih in dobrohotnih, da se udeležijo novih meja«; »Brahmini nauki se širijo in sekte so uspešno razložene, inkarnacija pa se zdi modrost in nenehna integracija«.

## Galerija
- Pogled na območje
- Paviljon Čjanlongovih tablic za glavnim vhodom
- Vrata petih pagod za paviljonom Čjanlongovih tablic
- Zastekljen lok - prehod z večbarvnimi ploščicami za vrati petih pagod
- Zlata streha dvorane Vanfaguiji
- Vogalni paviljon Vanfaguiji
- Cihangpudu z dvorano Vanfaguiji
- Dvoslojni, valjasti stolp